# USS William T. Powell (DE-213)
USS William T. Powell (DE-213/DER-213) là một tàu hộ tống khu trục lớp Buckley được Hải quân Hoa Kỳ chế tạo trong Chiến tranh Thế giới thứ hai. Tên nó được đặt theo hạ sĩ quan William T. Powell (1918-1942), người từng phục vụ trên tàu tuần dương hạng nặng USS San Francisco, đã tử trận trong trận Hải chiến Guadalcanal vào ngày 12 tháng 11, 1942 và được truy tặng Huân chương Chữ thập Hải quân. Nó đã phục vụ cho đến khi chiến tranh kết thúc, xuất biên chế năm 1949, nhưng được trưng dụng trở lại như một tàu huấn luyện trong giai đoạn từ năm 1950 đến năm 1958. Cuối cùng con tàu bị tháo dỡ vào năm 1966.

## Thiết kế và chế tạo
Những chiếc thuộc lớp tàu hộ tống khu trục Buckley có chiều dài chung 306 ft (93 m), mạn tàu rộng 37 ft 1 in (11,30 m) và độ sâu mớn nước khi đầy tải là 11 ft 3 in (3,43 m). Chúng có trọng lượng choán nước tiêu chuẩn 1.400 tấn Anh (1.400 t); và lên đến 1.740 tấn Anh (1.770 t) khi đầy tải. Hệ thống động lực bao gồm hai turbine hơi nước General Electric công suất 13.500 mã lực (10.100 kW), dẫn động hai máy phát điện công suất 9.200 kilôwatt (12.300 hp) để vận hành hai trục chân vịt;  công suất 12.000 hp (8.900 kW) cho phép đạt được tốc độ tối đa 23 kn (26 mph; 43 km/h), và có dự trữ hành trình 6.000 nmi (6.900 mi; 11.000 km) khi di chuyển ở vận tốc đường trường 12 kn (14 mph; 22 km/h).
Vũ khí trang bị bao gồm ba pháo 3 in (76 mm)/50 cal trên tháp pháo nòng đơn có thể đối hạm hoặc phòng không, một khẩu đội 1,1 inch/75 caliber bốn nòng và tám pháo phòng không Oerlikon 20 mm. Vũ khí chống ngầm bao gồm một dàn súng cối chống tàu ngầm Hedgehog Mk. 10 (có 24 nòng và mang theo 144 quả đạn); hai đường ray Mk. 9 và tám máy phóng K3 Mk. 6 để thả mìn sâu. Khác biệt đáng kể so với lớp Evarts dẫn trước là chúng có thêm ba ống phóng ngư lôi Mark 15 21 inch (533 mm). Thủy thủ đoàn đầy đủ bao gồm 186 sĩ quan và thủy thủ.
William T. Powell được đặt lườn tại Xưởng hải quân Charleston ở Charleston, South Carolina vào ngày 26 tháng 8, 1943. Nó được hạ thủy vào ngày 27 tháng 11, 1943; được đỡ đầu bởi bà Elsie V. Powell, mẹ hạ sĩ quan Powell, và nhập biên chế vào ngày 28 tháng 3, 1944 dưới quyền chỉ huy của Hạm trưởng, Thiếu tá Hải quân James L. Davenport.

## Lịch sử hoạt động

### Thế Chiến II, 1944-1945

#### Chạy thử máy
Sau khi hoàn tất việc trang bị, William T. Powell khởi hành từ Xưởng hải quân Charleston vào ngày 18 tháng 4, 1944, mang cờ hiệu của Trung tá Hải quân George F. Adams, tư lệnh Đội hộ tống 66, và hướng sang khu vực Bermuda để thực hiện chuyến đi chạy thử máy huấn luyện. Lúc 15 giờ 41 phút ngày 20 tháng 4, radar con tàu bắt được tín hiệu một vật thể nổi trên biển, và nó bước vào báo động tác chiến sau khi trinh sát viên phát hiện một tàu ngầm đang di chuyển trên mặt biển. Nó đổi hướng và mở hết tốc độ để tiếp cận và truy vấn đối tượng tình nghi, nhưng thất vọng khi phát hiện ra đó chỉ là chiếc Pomfret (SS-391) đang trên đường đi từ New London, Connecticut đến Key West, Florida.
Đi đến khu vực Bermuda vào ngày 21 tháng 4, William T. Powell cặp bên mạn tàu tiếp liệu khu trục Hamul (AD-20) trong ba ngày trước khi tiến hành chạy thử máy. Nó thực hành huấn luyện phối hợp với tàu ngầm R-7 (SS-84), thực tập phóng ngư lôi, tiếp nhiên liệu trên đường đi, tấn công mô phỏng với mìn sâu và súng cối chống tàu ngầm Hedgehog, thực tập tác xạ và bắn phá bờ biển. Chuyến đi chạy thử máy huấn luyện hoàn tất vào giữa tháng 5, và nó lên đường vào ngày 18 tháng 5 để quay trở về Charleston. Nó gặp gỡ chiếc SS Willis A. Slater và đã hộ tống chiếc tàu buôn trong hành trình hướng lên phía Bắc, dẫn trước 2.000 yd (1.800 m) để hộ tống bảo vệ. Tách khỏi Willis A. Slater ngoài khơi Charleston, nó tiến vào cảng vào ngày 23 tháng 5, và được sửa chữa sau thử máy từ ngày 24 tháng 5 đến ngày 6 tháng 6. Trong giai đoạn này con tàu được trang bị bốn pháo phòng không Bofors 40 mm thay cho dàn ống phóng ngư lôi nhằm tăng cường năng lực phòng không.
Lên đường đi sang vùng kênh đào Panama vào ngày 9 tháng 6, William T. Powell thực hành pháo phòng không 40 mm trên đường đi, và đi đến Cristóbal lúc 11 giờ 47 phút ngày 11 tháng 6. Băng qua kênh đào hai ngày sau đó, nó thực hành đối phó tấn công của tàu phóng lôi gần đảo Taboga trong ngày 14 tháng 6, rồi băng ngược trở lại kênh đào để thả neo tại Cristóbal lúc 18 giờ 18 phút ngày hôm sau. Nó gia nhập cùng Prince William (CVE-31) vào ngày 17 tháng 6, và tháp tùng để bảo vệ chiếc tàu sân bay hộ tống quay trở về Hampton Roads, Virginia ngang qua Port Everglades, Florida. Tách khỏi nhiệm vụ này vào ngày 24 tháng 6, nó tiếp tục hoạt động tại khu vực Norfolk, Virginia từ ngày 29 tháng 6 đến ngày 9 tháng 7, trong vai trò tàu huấn luyện các thủy thủ đoàn tàu khu trục tương lai.

#### Hộ tống Đoàn tàu UGS-48
Khởi hành từ Hampton Roads vào ngày 10 tháng 7, William T. Powell tham gia thành phần hộ tống cho Đoàn tàu UGS-48 vượt Đại Tây Dương, dưới quyền chỉ huy chung của Đại tá Hải quân C. M. E. Hoffman từ soái hạm, tàu khu trục Moffett (DD-362). Lúc 00 giờ 29 phút ngày 1 tháng 8, đoàn tàu được lệnh chuyển sang báo động tác chiến để đề phòng bị không kích. Radar bắt đầu phát hiện máy bay đối phương từ khoảng cách 90 nmi (170 km), và nó cùng các tàu chị em bắt đầu thả màn khói ngụy trang ở phía cuối đoàn tàu vận tải. Đoàn tàu nhận thêm một cảnh báo khác qua vô tuyến từ trạm radar tại Algiers lúc 00 giờ 37 phút, và 13 phút sau đó phát hiện nhiều máy cả bạn lẫn đối phương. Với việc tạo ra màn khói ngụy trang, với tầm nhìn hầu như bằng không, các con tàu chuyển sang điều khiển hỏa lực bằng radar.
Tàu tuần dương phòng không HMS Delhi (D47) thuộc Hải quân Hoàng gia Anh là tàu chiến khai hỏa trước tiên lúc 00 giờ 58 phút, dưới sự điều khiển hỏa lực bằng radar. Đến 01 giờ 05 phút, trinh sát viên trên William T. Powell phát hiện những chớp sáng bên mạn trái đoàn tàu, nhưng con tàu cẩn thận chưa nổ súng. Tuy nhiên chỉ mười phút sau, máy bay đối phương xuất hiện trong tầm bắn, pháo thủ thuộc bệ pháo 21 trông thấy một máy bay ném bom đối phương qua làn khói mờ mịt và bắn một loạt bốn quả đạn; đối thủ lẫn trong làn mây khói và biến mất, trận chiến chỉ kéo dài không quá một phút khi William T. Powell ngừng bắn lúc 01 giờ 16 phút. Đến 02 giờ 30 phút, đoàn tàu được lệnh ngừng báo động tác chiến, thôi không thả khói ngụy trang và quay lại vị trí trong đội hình đoàn tàu. Đoàn tàu UGS-48 được bảo vệ an toàn mà không có bất kỳ tổn thất nào.
Sau khi toàn bộ Đoàn tàu UGS-48 đến được các cảng Địa Trung Hải an toàn, William T. Powell phục vụ cùng Lực lượng Đặc nhiệm 62 khi hộ tống cho Đoàn tàu GUS-48 quay trở về Hoa Kỳ, rồi đi đến khu vực Casco Bay, Maine để thực hành huấn luyện. Trên đường đi trong đêm 14-15 tháng 9, nó phải băng qua một cơn bão nhưng được an bình. Sau đó con tàu còn hộ tống một chuyến vượt Đại Tây Dương khứ hồi của Đoàn tàu UGS-55 và Đoàn tàu GUS-55 trong tháng 9 và tháng 10.

#### Tìm-diệt tàu ngầm
Được điều động sang Đơn vị Đặc nhiệm 27.1.2 tại Căn cứ Hải quân Argentia, Newfoundland, William T. Powell hoạt động trong thành phần một đội tìm-diệt tàu ngầm từ căn cứ Argentia từ ngày 28 tháng 11 đến ngày 24 tháng 12. Nó chuyển đến và hoạt động từ căn cứ mới từ ngày 24 tháng 12, 1944 đến ngày 1 tháng 1, 1945. Sau khi Đơn vị Đặc nhiệm 27.1.2 được đổi tên thành Đội đặc nhiệm 22.9, nó tiếp tục hoạt động từ Căn cứ Argentia từ ngày 4 tháng 1 cho đến cuối tháng 1. Sau đó nó chuyển sang thực hành huấn luyện phối hợp cùng tàu ngầm tại Căn cứ Tàu ngầm Hải quân New London, New London, Connecticut từ ngày 4 tháng 2 đến ngày 2 tháng 3, và huấn luyện tại Casco Bay từ ngày 18 đến ngày 21 tháng 3.
William T. Powell cùng Đội đặc nhiệm 22.9 lên đường đi sang Liverpool, Anh ngang qua Azores, và sau khi đến nơi đơn vị được đổi tên thành Đội đặc nhiệm 120.1 vào ngày 4 tháng 4, và đảm nhiệm vai trò soái hạm của Tư lệnh đội đặc nhiệm, Trung tá Hải quân Vernon A. Isaacs. Đội đặc nhiệm 120.1 lại trở thành Đội hộ tống 32 (theo hệ thống chỉ huy của Hải quân Hoàng gia Anh) và đảm trách tuần tra tìm-diệt tàu ngầm đồng thời hỗ trợ hộ tống các đoàn tàu vận tải tại Khu vực Tiếp cận phía Tây quần đảo Anh. Trong những tuần lễ trước khi chiến tranh kết thúc tại châu Âu, con tàu tuần tra tại vùng biển nông, phá hủy những quả thủy lôi trôi nổi đồng thời hộ tống 12 đoàn tàu băng qua vùng biển đầy dẫy tàu ngầm U-boat Đức.
Đặt căn cứ tại Londonderry, Bắc Ireland từ ngày 5 tháng 4 đến ngày 23 tháng 5, William T. Powell đã giúp vào việc tiếp quản những tàu ngầm U-boat Đức đầu hàng sau chiến tranh. Được cho tách khỏi Khu vực Tiếp cận phía Tây và Hạm đội 12 vào ngày 24 tháng 5, nó lên đường quay trở về Hoa Kỳ, đi vào xưởng tàu của hãng Brown Shipbuilding Company, Inc. tại Houston, Texas vào ngày 15 tháng 6 để được cải biến thành một tàu hộ tống khu trục cột mốc radar. Tuy nhiên, đang khi nó được nâng cấp, Nhật Bản đã chấp nhận đầu hàng vào ngày 15 tháng 8 giúp kết thúc cuộc xung đột.

### Sau chiến tranh 1945 - 1946
Rời xưởng tàu vào ngày 22 tháng 10, William T Powell đi đến vịnh Guantánamo, Cuba để tiến hành huấn luyện ôn tập, rồi được sửa chữa sau chạy thử máy trước khi hoạt động huấn luyện tại Casco Bay cho đến cuối tháng 1, 1946. Nó được tiếp liệu tại Boston. trước khi lên đường đi Miami, Florida, nơi nó gia nhập cùng chiếc du thuyền tổng thống Williamsburg (AGC-369) từ ngày 8 đến ngày 13 tháng 2. Quay trở về Norfolk, con tàu sau đó đi đến Quonset Point, Rhode Island vào ngày 31 tháng 3, và sang tháng 4 đã cùng tàu hộ tống khu trục Reuben James (DE-153) tháp tùng bảo vệ cho tàu sân bay hộ tống Salerno Bay (CVE-110) hoạt động trong vịnh Narragansett và ngoài khơi Norfolk. Trong tháng 5, nó tham gia các cuộc tập trận hạm đội tại vịnh Guantánamo và khu vực Culebra.
Rời Culebra vào ngày 20 tháng 5, 1946, William T. Powell cùng Reuben James tháp tùng tàu sân bay hộ tống Mindoro (CVE-120) trong hành trình đi New York. Nó tiếp tục hoạt động tại Norfolk và Casco Bay trong tháng 6 và tháng 7, viếng thăm Bar Harbor, Maine nhân lễ hội Ngày Độc lập 4 tháng 7. Sau đó nó tiếp tục huấn luyện tại Casco Bay trước khi lên đường vào ngày 19 tháng 7 để đi Pensacola, Florida. Nó tạm thời thay phiên cho tàu khu trục William R. Rush (DD-714) trong vai trò phục vụ canh phòng máy bay cho Ranger (CV-4), khi chiếc tàu sân bay kỳ cựu hoạt động huấn luyện phi công mới.
Trong mùa Hè 1946, William T. Powellhoạt động cùng với đồng đội thời Thế Chiến II Spangenberg (DE-223) tại khu vực Casco Bay, và sau đó hoạt động ngoài khơi New London từ ngày 13 đến ngày 30 tháng 9 trong vai trò mục tiêu giả lập để huấn luyện tàu ngầm. Nó đi đến Newport, Rhode Island vào ngày 30 tháng 9, nơi nó được bảo trì cặp bên mạn tàu tiếp liệu khu trục Yellowstone (AD-27) trong ba tuần, rồi rời Newport vào ngày 22 tháng 10 để đi đến Casco Bay tiếp tục hoạt động huấn luyện. Con tàu lại băng qua Cape Cod Canal để đi đến New London vào ngày 12 tháng 12, nơi nó huấn luyện phối hợp cùng tàu ngầm cho đến hết năm 1946.

### 1947 - 1958
Trong hơn một thập niên tiếp theo, William T. Powell hoạt động dọc theo vùng bờ Đông Hoa Kỳ, trải dài từ Casco Bay cho đến Key West, Tây Ấn và vịnh Guantánamo. Con tàu từng viếng thăm Newport; Norfolk; Boston; thành phố New York; Port-au-Prince, Haiti; Culebra và San Juan, Puerto Rico; Havana và Santiago, Cuba; St. Thomas, quần đảo Virgin; và Nassau, Bahamas.
Trong suốt giai đoạn này, William T. Powell trải qua nhiều lần được xếp lại lớp và thay đổi trạng thái hoạt động. Nó được điều động sang Quân khu Hải quân 4 vào ngày 5 tháng 11, 1948, và đặt cảng nhà tại Xưởng hải quân Philadelphia để làm nhiệm vụ huấn luyện nhân sự cho Hải quân Dự bị Hoa Kỳ. Con tàu được xếp lại lớp như một tàu hộ tống khu trục cột mốc radar với ký hiệu lườn mới DER-213 vào ngày 18 tháng 3, 1949. Nó được cho xuất biên chế vào ngày 9 tháng 12, 1949, nhưng lại được cho tái biên chế trở lại vào ngày 28 tháng 11, 1950, tiếp tục đảm trách vai trò huấn luyện dự bị. Ký hiệu lườn của nó quay trở lại số hiệu cũ DE-213 khi nó được xếp lại lớp như một tàu hộ tống khu trục thông thường vào ngày 1 tháng 12, 1954, và con tàu tiếp tục phục vụ huấn luyện cho đến tháng 9, 1957.
Vào ngày 31 tháng 3, 1955, lúc 20 giờ 15 phút, William T. Powell gặp tai nạn va chạm với chiếc tàu chở hàng S.S. Mormacspruce. William T. Powell bị hư hại nặng lườn tàu bên mạn phải phía đuôi tàu trong khi Mormacspruce bị hư hại mũi tàu; hai thủy thủ của chiếc tàu hộ tống khu trục đã bị thương trong tai nạn này.
William T. Powell được cho xuất biên chế tại Philadelphia, Pennsylvania vào ngày 17 tháng 1, 1958 và được đưa về Hạm đội Dự bị Đại Tây Dương. Nó không bao giờ được đưa ra hoạt động trở lại; tên nó được cho rút khỏi danh sách Đăng bạ Hải quân vào ngày 1 tháng 11, 1965, và con tàu được bán cho hãng North American Smelting Co. tại Wilmington, Delaware vào ngày 3 tháng 10, 1966 để tháo dỡ.

## Phần thưởng
Nguồn: Navsource Naval History
|  |  |  |
|  |  |  |

| Huân chương Chiến dịch Hoa Kỳ                      |                                      |                                       |
| Huân chương Chiến dịch Châu Âu-Châu Phi-Trung Đông | Huân chương Chiến thắng Thế Chiến II | Huân chương Phục vụ Phòng vệ Quốc gia |